# Frederickson
Frederickson je obec v okrese Pierce v americkém státě Washington. V roce 2010 zde žilo 18 719 obyvatel, ze kterých je 73 % běloši, 7 % Afroameričané a 6 % Asiaté. 9 % obyvatelstva bylo hispánského původu. Z celkové rozlohy 19 km² tvořila zhruba 0,5 % vodní plocha. Obec se nachází ve školním obvodu Bethel.